# زبان‌های موروت
زبان‌های موروت (موروتی) خانواده‌ای متشکل از نیم دوجین زبان آسترونزیایی نزدیک به هم هستند و در مناطق شمالی بورنئو توسط موروت و تیدونگ مکالمه می‌شوند.

## زبان‌ها
زبان‌های موروتی (Lobel ۲۰۱۳) شامل موارد زیر است:
- موروت اصلی

تیموگون موروت و تاگل موروت
- لهجه‌های موروت

کینگاو موروت، بوفورت موروت (بینت)، تبالونان/سلوانگ موروت سلوانگی موروت، سِمباگونگ موروت اوکولود بوکان تانگالا موروت، پالوآن آگاگاب/تینگالان موروت.
- زبان تیدونگ

بوروسو، کالاباکان، نونوکان تیدونگ، سسایاپ تیدونگ
زبان تاگل موروت معمولاً توسط اکثریت بزرگی از مردم موروت استفاده و درک می‌شود.
لوبل (۲۰۱۳:۳۶۰) همچنین زبان‌های آبای توبو، آبای سمبواک و بولوسو را (همگی در نزدیکی شهر مالیناو در شمال کالیمانتان) به عنوان زبان‌های موروتی فهرست می‌کند. از سوی دیگر، زبان سونگای که در شرق صباح صحبت می‌شود یک زبان پایتانی است.